# Naima (chanteuse allemande)
Pour les articles homonymes, voir Naima (homonymie).
Naima, née Natalie Pütz en 1981 à Hambourg, est une chanteuse allemande.

## Carrière
Naima est la fille d'un Libérien et d'une Allemande.
Elle se présente à la sélection de l'Allemagne au Concours Eurovision de la chanson 1999 avec la chanson Itzy Bitzy Spider. Il s'agit de sa première expérience professionnelle. Elle finit dernière des onze participants.
La même année, elle fait un duo avec Oli.P, So bist Du. Elle sort quatre singles, dont Nur die Wahrheit zählt avec Ayman pour l'émission Big Brother. Elle interprète le générique du dessin animé Pettersson und Findus. En 2001, elle sort son premier album Naima. Elle participe à la version allemande de la comédie musicale Le Roi lion dans les rôles de Nala puis Sarabi. En 2016, elle apparaît comme choriste sur deux titres de l'album Für Dich de Vanessa Mai.

## Source de la traduction
- (de) Cet article est partiellement ou en totalité issu de l’article de Wikipédia en allemand intitulé « Naima (Sängerin) » (voir la liste des auteurs).